# Diego Dorta
Diego Martín Dorta Montes (født 31. december 1971 i Montevideo, Uruguay) er en tidligere uruguayansk fodboldspiller (midtbane).
Dorta spillede i hjemlandet hos Central Español og Peñarol. Med Peñarol var han med til at vinde det uruguayanske mesterskab tre gange i træk. Han spillede også i den argentinske liga hos Independiente.
Dorta spillede desuden 23 kampe for Uruguays landshold. Han var med i truppen der vandt guld ved Copa América i 1995, og spillede i samtlige holdets kampe i turneringen. I finalen mod Brasilien startede han inde, men blev udskiftet i pausen med Pablo Bengoechea.

## Titler
Primera División Uruguaya
- 1993, 1994 og 1995 med Peñarol

Copa América
- 1995 med Uruguay